# Isole Whitsunday
Le Isole Whitsunday sono un arcipelago di isole continentali di varie dimensioni situate nel mar dei Coralli al largo della costa centrale del Queensland, in Australia, e fanno parte delle Cumberland Islands. Esse si trovano poco a sud di Bowen e a nord di Mackay, a circa 900 km a nord di Brisbane. L'arcipelago ha come centro la Whitsunday Island, mentre il centro commerciale è l'isola di Hamilton. Gli aborigeni della regione sono il popolo Ngaro e il popolo Gia (del gruppo linguistico Birri Gubba) il cui Juru Clan è l'unico a detenere il titolo di "nativo" riconosciuto da parte della legge australiana.
Il maggiore insediamento, 1 208 abitanti, si trova su Hamilton Island.

## Geografia
Il gruppo delle isole Whitsunday conta complessivamente 74 isole, oltre a isolotti minori e scogli, che sono suddivise in 4 sottogruppi: il gruppo Whitsunday, che riunisce le isole maggiori, il Lindeman, il Molle e il Nothern. La superficie totale delle isole è di 282,82 km².

### Le isole dell'arcipelago

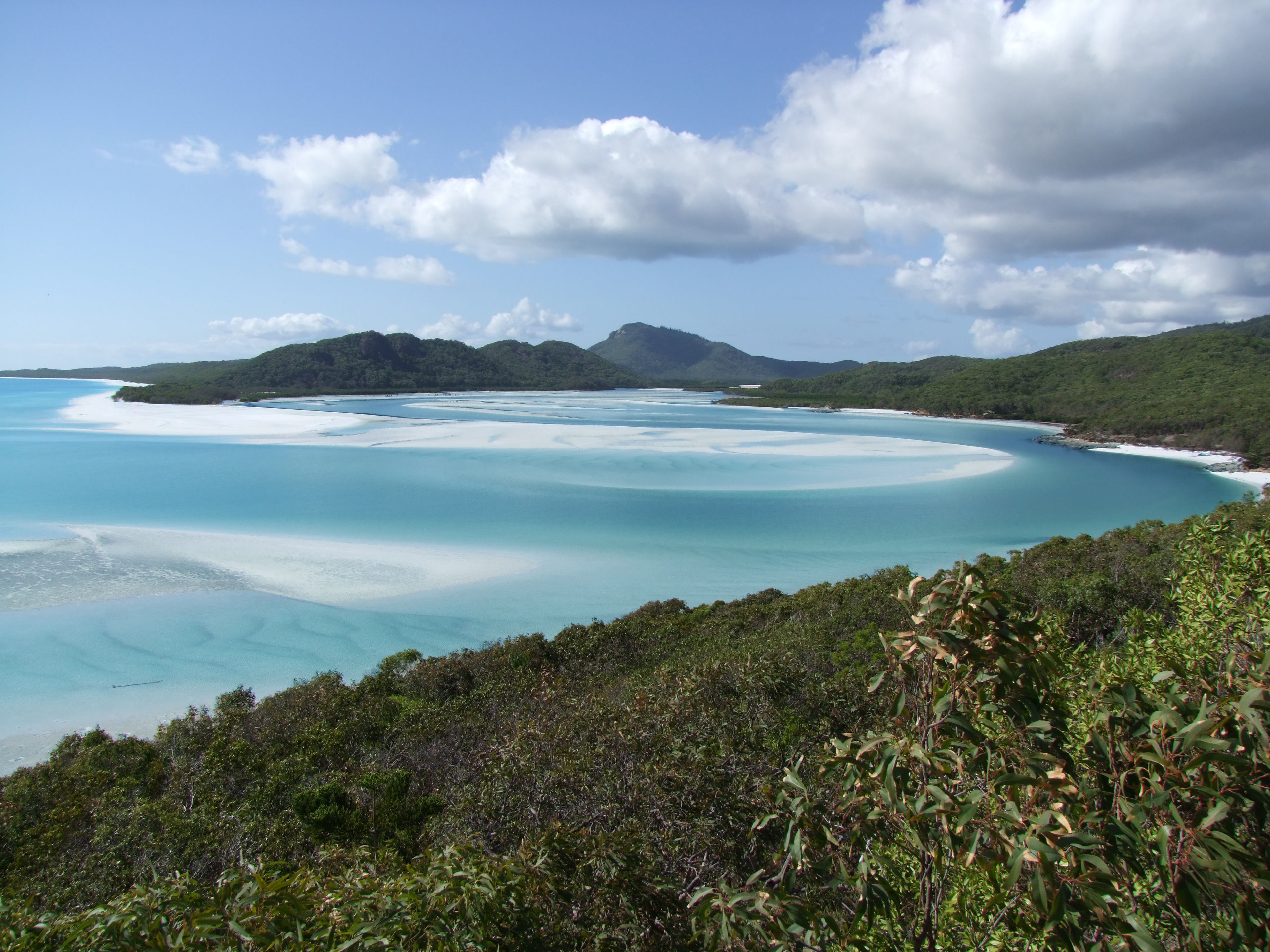
Whitsunday Island.

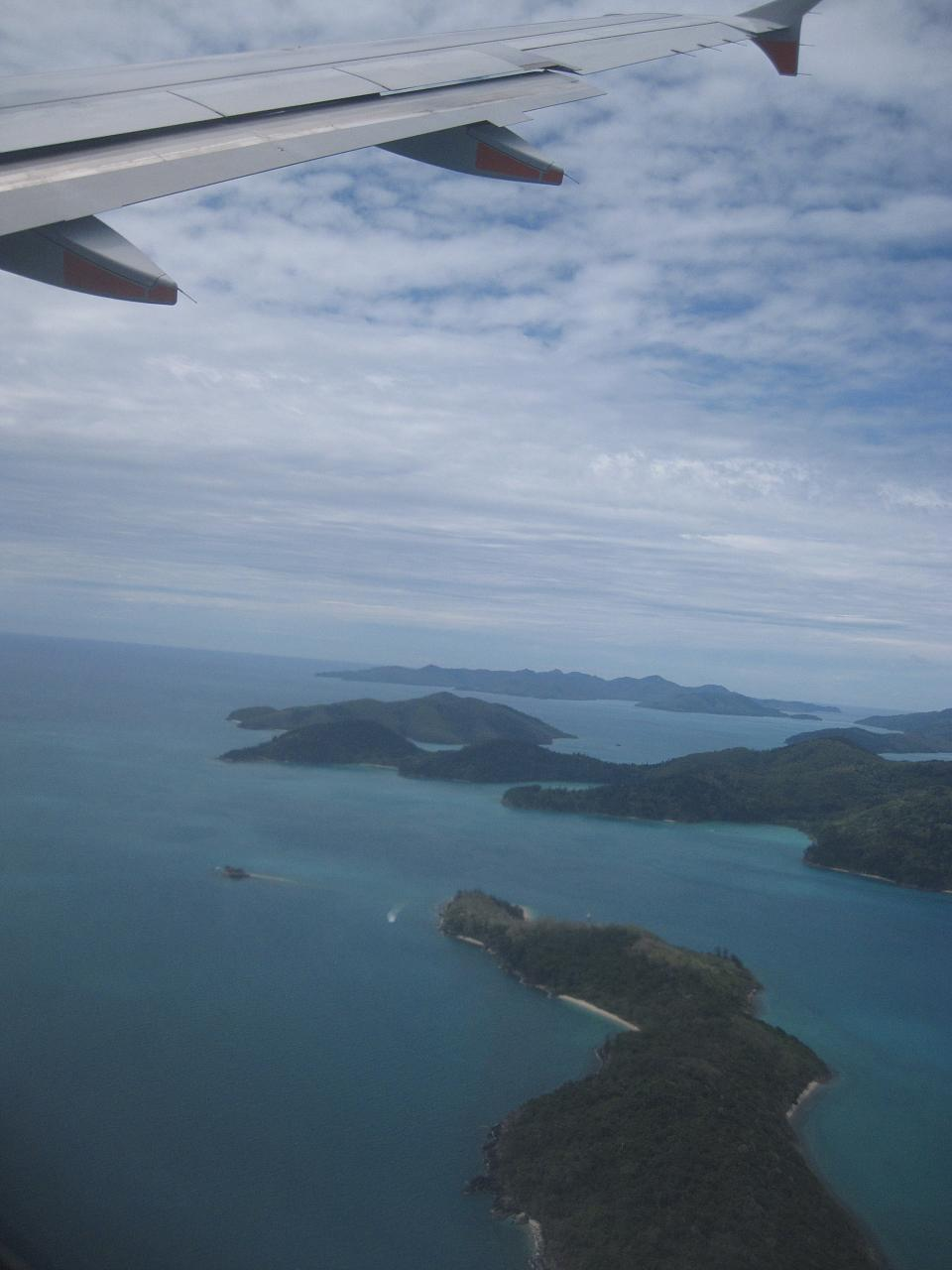
Henning Island

Hook Island.

#### Whitsunday Group
- Bird Island
- Black Island
- Border Island
- Cid Island
- Cowrie Island
- Deloraine Island
- Dent Island
- Dumbbell Island
- Dungarra Island
- Esk Island
- Fitzalan Island
- Isola di Hamilton
- Harold Island
- Haslewood Island
- Hayman Island
- Henning Island
- Hook Island
- Ireby Island]
- Langford Island
- Lupton Island
- Nicolson Island
- Perseverance Island
- Teague Island
- Titan Island
- Whitsunday Island
- Wirrainbela Island
- Workington Island

#### Lindeman Group
Il gruppo Lindeman si trova alle coordinate 20°27′S 149°04′E, a sud delle Whitsunday, e costituisce il Lindeman Islands National Park, situato all'interno del Parco della Grande barriera corallina.
- Baynham Island
- Comston Island
- Gaibirra Island
- Keyser Island
- Lindeman Island
- Little Lindeman Island
- Maher Island
- Mansell Island
- Pentecost Island
- Seaforth Island
- Shaw Island
- Thomas Island
- Triangle Island
- Volskow Island

#### Molle Group
Il gruppo Molle si trova tra l'isola Whitsunday e il continente.
- Daydream Island (nota in passato come West Molle Island)
- Denman Island
- Goat Island
- Long Island
- Mid Molle Island
- North Molle Island
- Pine Island
- Planton Island
- South Molle Island

#### Northern Group
Il gruppo Northern si trova a nord-ovest delle Whitsunday.
- Armit Island
- Double Cone Island
- Eshelby Island
- Gloucester Island
- Grassy Island
- Gumbrell Island
- Olden Island
- Rattray Island
- Saddleback Island

## Storia
Il termine è basato sulla denominazione da parte del Capitano Cook di quello che oggi è conosciuto come il Whitsunday Passage, così indicato sul suo diario personale. Il passaggio fu scoperto, secondo alcune voci, nel giorno di Pentecoste, chiamato nel Regno Unito "Whitsunday".
Sono nati contenziosi riguardanti l'appartenenza all'arcipelago delle Whitsunday di alcune isole, in particolare per quelle poste all'estremità meridionale. È assodato che si trovano all'interno della catena denominata Cumberland Isles dal Capitano Cook, ora ufficialmente nota come Cumberland Islands; storicamente una parte di quella catena e le sue acque circostanti sono diventate note in tutto il mondo come "The Whitsundays", ma non è chiara l'effettiva demarcazione.

## Turismo
Le Isole Whitsunday sono una popolare meta turistica per i viaggiatori del Queensland e della Grande barriera corallina; in particolare, esse sono diventate una delle più popolari destinazioni degli yacht dell'emisfero sud. Solo tra il marzo 2008 e lo stesso mese del 2009 le isole hanno accolto circa 700.000 visitatori.
Una delle tratte turistiche più conosciute è il Ngaro Sea Trail Great Walk, un insieme di vie marittime e di percorsi a piedi che attraversano South Molle, Hook e l'isola Whitsunday. I tragitti marittimi sono percorribili tramite l'uso di kayak, barche a vela o motonavi, e sulle tre isole sono disponibili otto aree per il campeggio.
Diverse isole sono sede di grandi resort, i quali offrono una vasta gamma di strutture ricettive e di attività.

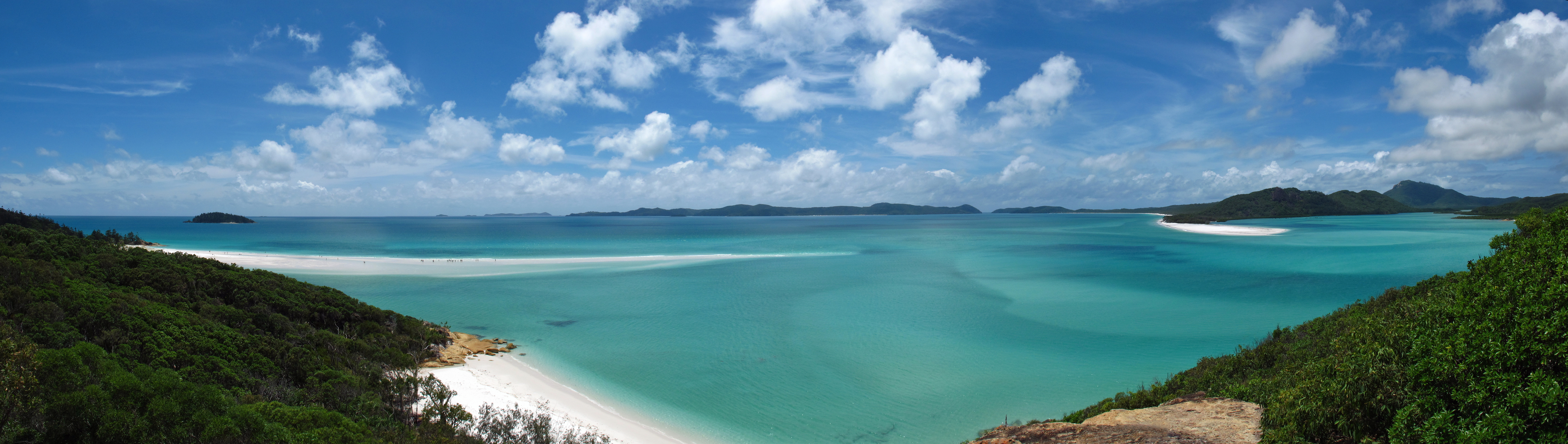
Vista panoramica delle isole Whitsunday.